# 280P/Larsen
280P/Larsen è una cometa periodica appartenente alla famiglia delle comete gioviane scoperta il 19 aprile 2004: la sua riscoperta il 5 febbraio 2013 ha permesso di numerarla.